# Basiprionota flavicornis
Basiprionota flavicornis là một loài bọ cánh cứng trong họ Chrysomelidae. Loài này được Borowiec miêu tả khoa học năm 1993.